# Beyond the Matrix - The Battle
Beyond the Matrix - The Battle è un singolo del gruppo musicale olandese Epica e dell'orchestra olandese Metropole Orkest, pubblicato il 27 ottobre 2018.

## Descrizione
Il singolo è una rivisitazione in chiave jazz di Beyond the Matrix, brano degli Epica tratto dall'album del 2016 The Holographic Principle. Tale collaborazione è stata resa possibile grazie a un concorso indetto dalla stessa orchestra e vinto dal gruppo il 1º agosto 2017. Il secondo classificato, il compositore olandese Arjen Anthony Lucassen, è stato invitato a partecipare con un assolo di chitarra.
Il singolo contiene sia la versione standard che quella orchestrale ed entrambe fondono lo stile symphonic metal degli Epica con quello jazz della Metropole Orkest.

## Video musicale
Sebbene non sia mai stato pubblicato alcun videoclip, in concomitanza con l'uscita del singolo gli Epica hanno reso disponibile un lyric video attraverso il proprio canale YouTube.

## Tracce
Testi di Mark Jansen, musiche di Isaac Delahaye e degli Epica.
1. Beyond the Matrix - The Battle – 9:08
2. Beyond the Matrix - The Battle (Orchestral Version) – 9:08

## Formazione
Epica
- Simone Simons – voce
- Mark Jansen – grunt, chitarra ritmica
- Isaac Delahaye – chitarra solista, ritmica e acustica, cori
- Coen Janssen – sintetizzatore, pianoforte, cori
- Rob van der Loo – basso
- Ariën van Weesenbeek – batteria

Metropole Orkest
- Jochen Neuffer – direzione
- Arlia De Ruiter – primo violino
- Vera Laporeva – primo violino
- Sarah Koch – primo violino
- Denis Koenders – primo violino
- Pauline Terlouw – primo violino
- David Peijnenborgh – primo violino
- Marta Lemanska – primo violino
- Francoise van Varsseveld – primo violino
- Herman van Haaren – secondo violino
- Jasper van Rosmalen – secondo violino
- Ruben Margarita – secondo violino
- Robert Baba – secondo violino
- Merel Jonker – secondo violino
- Christina Knoll – secondo violino
- Casper Donker – secondo violino
- Mieke Honingh – viola
- Isabella Petersen – viola
- Alex Welch – viola
- Rani Kumar – viola
- Lizzy Ralston – viola
- Emile Visser – violoncello
- Annie Tangberg – violoncello
- Jascha Albracht – violoncello
- Jos Teeken – violoncello
- Erik Winkelmann – contrabbasso
- Arend Liefkes – contrabbasso
- Joke Schonewille – arpa
- Mariël van den Bos – flauto
- Janine Abbas – flauto
- Willem Luijt – oboe
- Marc Scholten – sassofono
- Paul van der Feen – sassofono
- Leo Janssen – sassofono
- Sjoerd Dijkhuizen – sassofono
- Max Boeree – sassofono
- Pieter Hunfeld – corno francese
- Ray Bruinsma – tromba
- Martijn De Laat – tromba
- Jo Hermans – tromba
- Rik Mol – tromba
- Jan Oosting – trombone
- Jan Bastiani – trombone
- Martijn Sohier – trombone
- Martin van den Berg – trombone basso
- Eddy Koopman – percussioni
- Murk Jiskoot – percussioni
- Martijn Vink – batteria
- Peter Tiehuis – chitarra elettrica
- Aram Kersbergen – basso acustico
- Jasper Soffers – pianoforte

Altri musicisti
- Arjen Anthony Lucassen – assolo di chitarra
- Marcela Bovio – cori
- Linda Janssen – cori
- Joost van den Broek – cori
- Maria van Nieukerken – direzione del coro Kamerkoor PA'dam
- Aldona Bartnik – soprano
- Gonnie van Heugten – soprano
- Alfrun Schmidt – soprano
- Annemieke Klinkenberg–Nuijten – soprano
- Dagmara Siuty – soprano
- Karen Langendonk – contralto
- Coosje Schouten – contralto
- Annette Stallinga – contralto
- Annette Vermeulen – contralto
- Koert Braches – tenore
- Henk Gunneman – tenore
- René Veen – tenore
- Daan Verlaan – tenore
- Angus van Grevenbroek – basso
- Jan Hoffmann – basso
- Job Hubatka – basso
- Peter Scheele – basso

Produzione
- Joost van den Broek – produzione, ingegneria del suono, montaggio, missaggio
- Epica – produzione
- Paul Pouwer – registrazione della Metropole Orkest
- Dirk Overeem – assistenza alla registrazione della Metropole Orkest
- Arjen Lucassen – registrazione assolo di chitarra
- Jos Driessen – ingegneria del suono, montaggio
- Jacob Hansen – mastering
- Tom Trapp – arrangiamenti orchestrali e arrangiamento aggiuntivo del coro